# Н̨
Cette page contient des caractères spéciaux ou non latins. S’ils s’affichent mal (▯, ?, etc.), consultez la page d’aide Unicode.
L’enne ogonek (capitale Н̨, minuscule н̨) est une lettre de l’alphabet cyrillique qui a été utilisée dans l’écriture du lituanien au XIXe siècle. Elle est composée d’un enne avec un ogonek.

## Utilisations
La lettre cyrillique enne ogonek ‹ н̨ › a été utilisée dans l’écriture du lituanien, notamment dans l’orthographe d’Eduardas Volteris (lt), après la défaite de l’Insurrection de Janvier 1863 et l’interdiction de publier avec les lettres latines dans les documents officiels de 1864 à 1904.

## Représentation informatique
L’enne ogonek peut être représenté avec les caractères Unicode suivants (cyrillique, diacritiques) :
| formes    | représentations | chaînes de caractères | points de code | descriptions                                        |
| --------- | --------------- | --------------------- | -------------- | --------------------------------------------------- |
| capitale  | Н̨               | Н◌̨                    | U+041D U+0328  | lettre majuscule cyrillique enne diacritique ogonek |
| minuscule | н̨               | н◌̨                    | U+043D U+0328  | lettre minuscule cyrillique enne diacritique ogonek |